# 艾歷·加西亞
艾歷·加西亞·马特雷特（2001年1月9日—）是一名西班牙足球運動員，司職中後衛，現効力西甲球會巴塞隆納，亦代表西班牙國家足球隊參加國際比賽。

## 職業生涯

### 巴塞隆納
出生於巴塞隆納的加西亞是加泰隆尼亞人，7歲時加入巴塞隆納青訓營，並在U19梯隊擔任隊長。被巴塞作為是赫拉德·皮克的接班人。

### 曼城
加西亞在2017年被曼城青訓營挖角。2019/20賽季，由於曼城中後衛受傷，曼城僅剩與兩名中後衛，因此加西亞逐漸受到重用。
加西亞在2020年6月18日對戰兵工廠的比賽中，在一次激烈的防守下被自家門將誤傷，至醫院縫了16針後。
加西亞的合約將於2021年6月到期，並且他早已向曼城董事會表明他將不會與曼城續約並只會選擇前往巴塞隆拿。

### 巴塞隆納
2021年6月1日，巴塞隆納宣布加西亞以自由身回歸。
2023年9月1日，加西亚被租借到同为顶级联赛的赫罗纳。

## 國家隊生涯
在代表西班牙U19和U21出战后，加西亚于2020年8月20日首次被征召进入成年国家队，以备战两场对阵德国和乌克兰的欧洲国家联赛比赛。 他于2020年9月6日在对阵乌克兰的比赛中完成成年国家队首秀，在第61分钟替换拉莫斯登场，最终西班牙以4比0获胜。 2021年5月24日，加西亚入选路易斯·恩里克公布的2020年欧洲杯24人大名单。 此外，加西亚还入选了西班牙U23足球队参加2020年东京奥运会的名单。

## 榮譽

### 俱樂部
曼城
- 英超冠軍: 2020-21
- 英格蘭聯賽盃冠軍: 2019–20[9]
- 英格蘭社區盾: 2020[10]

巴塞隆納
- 西班牙超级杯冠軍 : 2022-23[11]
- 西甲冠軍 : 2022-23[12], 2024-25
- 西班牙国王杯冠軍 : 2024–25

### 國家隊
西班牙
- U-17歐洲國家盃冠軍: 2017
- U-19歐洲國家盃冠軍: 2019